# Jean Rostand
Jean Rostand (Paris, 30 de outubro de 1894 — Ville-d'Avray, 4 de setembro de 1977) foi um biólogo, filósofo moralista e historiador francês.

## Biografia
Biólogo e moralista francês, Jean Rostand era o filho do dramaturgo Edmond Rostand e da poetisa Rosemonde Gerard. Preenchido com entusiasmo pela leitura de livros do entomologista Jean-Henri Fabre, Jean Rostand estava mais interessado em ciência do que na literatura. Bacharel em ciências pela Universidade de Paris, Jean Rostand estabeleceu-se em Ville-d'Avray em 1922, após a morte de seu pai. Em 1936, ele participou da criação da secção de biologia no Palácio da Descoberta (Paris). Em seguida, ele fundou seu próprio laboratório independente em Ville-d'Avray e mantido longe das estruturas universitárias julgou demasiado restritivo. Muito interessado pelas origens da vida, ele estudou a biologia dos batráquios (rãs, sapos ...), partenogênese, a ação do frio em ovos ... e foi o promotor de várias pesquisas sobre hereditariedade. Jean Rostand começou com a publicação de alguns ensaios filosóficos e dividiu seu tempo entre sua profissão de investigador e um muito abundantes obras científicas e literárias. Com convicção e entusiasmo, ele fez o seu melhor para popularizar biologia para um grande público e para alertar a opinião pública sobre a gravidade dos problemas humanos que esta ciência suscita. Jean Rostand advertiu contra os perigos que ameaçam os homens quando eles estão brincando de aprendizes de feiticeiro. Homem de ciência, biólogo, autor de pasquim, moralista, Jean Rostand também foi um grande pacifista (ele militou contra as armas atômicas). Ele era um ateu convicto e um pensador livre. Sem nunca ser sectário, ele mostrou um grande espírito de abertura e honestidade intelectual.  Jean Rostand tornou-se membro da Academia Francesa em 1959 e continuou com suas campanhas de informação através de conferências, rádio ou televisão. Páginas de um Moralista